# Thomas Strønen

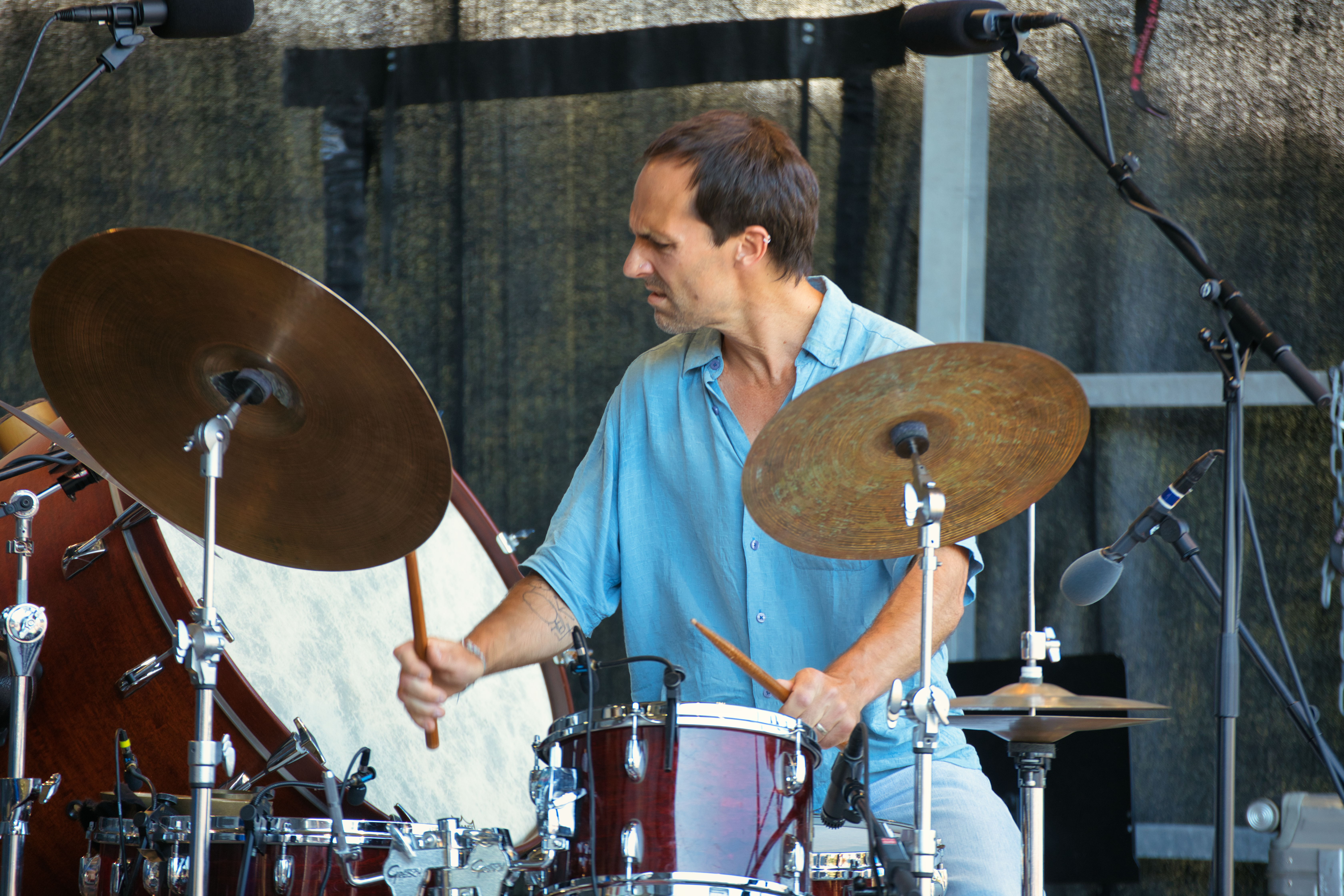
Thomas Strønen auf dem INNtöne Jazzfestival 2024

Thomas Strønen (* 7. Dezember 1972 in Oslo) ist ein norwegischer Jazz-Schlagzeuger.

## Leben und Wirken
Thomas Strønen wurde Ende der 1990er Jahre bekannt in der Formation Food des Saxophonisten Iain Ballamy. Seit 1997 gehörte er zum Trio von Maria Kannegaard, mit dem mehrere Alben entstanden. Anfang der 2000er Jahre war er außerdem Mitglied des Trios Bayashi mit Vidar Johansson und des Bassisten Bjørnar Andresen, das bis zu Andresens Tod 2004 bestand. 2001 wirkte er an Mattias Ståhls Album Ståhls Blå mit. 2003 nahm Strønen mit dem Keyboarder Ståle Storløkken das Duo-Album Humcrush auf, das auf Rune Grammofon erschien. 2004 erhielt er Gelegenheit, für ECM Records ein Album in Quartettbesetzung aufzunehmen, an dem Fredrik Ljungkvist, Bobo Stenson und Mats Eilertsen mitwirkten (Parish). 2005 folgte das Soloalbum Politz (auf Rune Grammofon), bei dem Strønen auch elektronische Effekte einsetzte.

Strønen arbeitete außerdem mit Phil Bancroft, Sidsel Endresen, Silje Nergaard/Georg Wadenius und Kōichi Makigami.

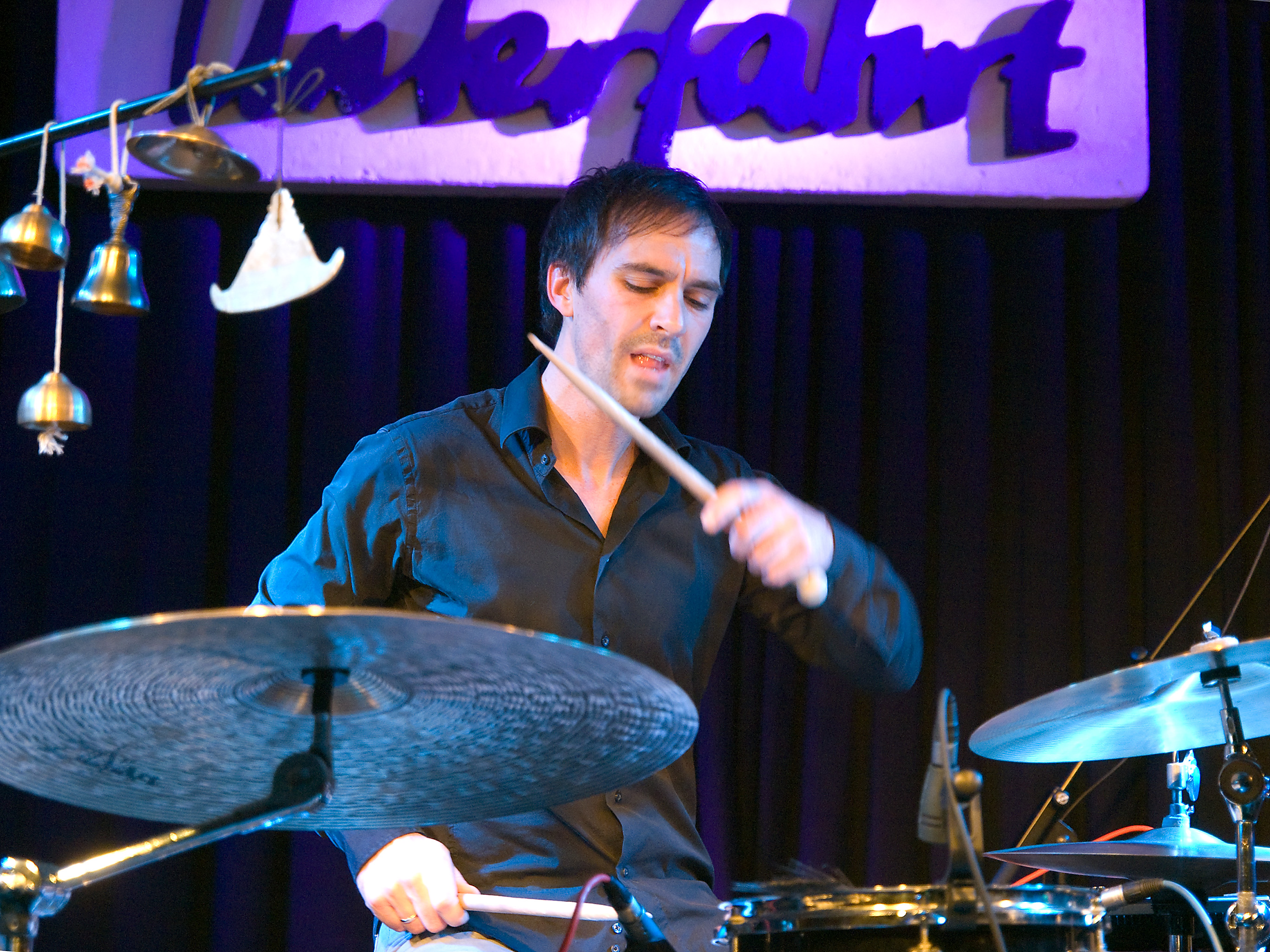
Thomas Strønen im Jazzclub Unterfahrt, 2010

Im Food Duo mit dem Saxophonisten Iain Ballamy, erweitert zum Quartett durch Nils Petter Molvær und Christian Fennesz, trat er u. a. auf dem Molde Festival auf. 2010 erschien von ihnen das ECM-Album Quiet Inlet. Unter eigenem Namen legte er 2017 bei ECM das Album Time Is a Blind Guide vor, gefolgt von Lucus (ECM, 2018, mit Ayumi Tanaka, Håkon Aase, Lucy Railton und Ole Morten Vågan); beim selben Label erschien 2019 mit Harmen Fraanje und Mats Eilertsen And Then Comes the Night, gefolgt von Bayou (2021) mit Marthe Lea und Ayumi Tanaka. Mit Rob Luft und Rob Waring spielt er bei John Surman "Words Unspoken".